# 少数株主権
少数株主権（しょうすうかぶぬしけん）とは、株式会社の株主の権利の分類の1つであり、一定割合または一定数以上の株式を保有する株主のみが行使できる権利をいう。1株（1単元株）を有する株主であっても行使可能な権利をいう単独株主権と対になる表現である。また、株式の保有については、一定期間以上の保有を要求する場合がある。
ここでいう少数とは単独では会社の経営権を握れないという程度の意味で、むしろ一定以上の株式を有する比較的大株主が経営陣と対立したときに行使されることが多い権利である。少数株主権を有する株主を指して、少数株主と呼ぶことがある（少数派株主の意でも用いられることがある）。
- 会社法は、以下で条数のみ記載する。

## 日本法における少数株主権
日本法下ではいわゆる共益権のうち、議決権以外のもの（監督・是正に関するもの）について少数株主権が存在する。
- 株主総会の招集手続等に関する検査役選任請求（306条）
原則として、議決権の1/100以上の議決権を公開会社では6箇月前から引き続き有する株主。
- 議題提案権、議案通知請求権（303条2項、305条）
原則として、議決権の1/100以上又は300個以上の議決権を公開会社では6箇月前から引き続き有する株主。
- 業務の執行に関する検査役の選任請求（358条）
原則として、議決権又は発行済株式の3/100以上の数の株式を有する株主。
- 会計帳簿閲覧請求権（433条）
原則として、議決権又は発行済株式の3/100以上の数の株式を有する株主。
- 株主総会招集請求権（297条）
原則として、議決権の3/100以上の議決権を公開会社では6箇月前から引き続き有する株主。
- 役員解任の訴えの提起（854条）
原則として、議決権の3/100以上の議決権を公開会社では6箇月前から引き続き有する株主
役員の不正の行為又は法令若しくは定款に違反する重大な事実があったにもかかわらず、役員を解任する議案が株主総会において否決されたとき又は当該役員を解任する旨の株主総会の決議が、種類株主総会の決議を必要とする旨の定めがあることよりその効力を生じないときは、株主総会の日から30日以内に、訴えることができる。
- 会社解散の訴えの提起（833条）
原則として議決権又は発行済株式の10/100以上の数を有する株主
- 簡易合併等に対する反対権（796条4項）
定足数ぎりぎりのもとで特別決議を否決することのできる議決権以上を有する株主。